# Kim Fupz Aakeson
Kim Fupz Aakeson (Copenaghen, 12 settembre 1958) è uno sceneggiatore danese.

## Filmografia parziale
- Den eneste ene (1999)
- The One & Only - È tutta colpa dell'amore (The One and Only) (2002)
- Minor Mishaps (Små ulykker) (2002)
- A Soap (En Soap) (2006)
- Prag (2006)
- Andre omgang (2007)
- En ganske snill mann (2010)
- En familie (2010)
- Værelse 304 (2011)
- Perfect Sense (2011)
- Viceværten (2012)
- In ordine di sparizione (Kraftidioten) (2014)